# Сушинский, Менандр Семёнович
Менандр Семёнович Сушинский (1818—1877) — российский государственный деятель, статс-секретарь Его Императорского Величества, тайный советник (1868).

## Биография
Родился 9 (21) мая 1818 года. Сын вице-директора Военно-медицинского департамента, доктора медицинских и хирургических наук Семёна Матвеевича Сушинского.
В 1834 году со степенью кандидата окончил философско-юридический факультет Санкт-Петербургского университета.
В 1850 году произведён в коллежские советники, столоначальник Придворной Его Императорского Высочества Цесаревича конторы. В 1855 году произведён в статские советники, управляющий Собственной Её Императорского Величества  императрицы Марии Александровны конторы.
В 1859 году произведён в действительные статские советники, управляющий Собственной конторой детей Их Императорских величеств. В 1868 году произведён в тайные советники.
Был действительным членом Совета и помощником главного попечителя Императорского человеколюбивого общества.
Был награждён всеми российскими орденами вплоть до ордена Святого Александра Невского пожалованного ему в 1876 году.
Умер 1 (13) июля 1877 года. Похоронен на Волковском православном кладбище.